# National Amateur Body-Builders' Association
La National Amateur Body-Builders' Association (Association nationale de bodybuilders amateurs), plus communément appelée NABBA, a été fondée en 1950 par la Health & Strength League afin de promouvoir le culturisme. Bien que l'objectif initial était de promouvoir les compétitions de culturisme au Royaume-Uni, la popularité du concours Mr Univers et, plus tard, Mme Univers, a attiré l'intérêt des concurrents du monde entier. Aujourd'hui près de 60 pays sont affiliés à la NABBA International..

## Histoire
L'histoire de la NABBA en tant qu'organisation remonte à 1898, quand un entrepreneur américain, Bernarr Macfadden, et un anglais passionné de vélo, Hopton Hadley, se sont associés pour promouvoir la première revue spécialisée dans la culture physique (dont le titre original est inconnu). En 1898, Macfadden vend sa part à Hadley et la revue change de nom pour s'appeler Health & Strength magazine (Magazine de la santé et de la force). La revue a été pendant de nombreuses années le magazine officiel de la NABBA avant d'être revendue. 
En 1906, la Health & Strength League (Ligue de la Santé et de la Force) est créée pour promouvoir la culture physique, et en quelques années elle compta des milliers d'adhérents dans tout le Royaume-Uni.
Dans les années 1920, la Health & Strength League se lance dans l'organisation d'une concours annuel de culturisme, précurseur des concours modernes. En 1930, elle organise la compétition M. Grande-Bretagne, dont le premier lauréat est William T. Coggins. À partir du milieu des années 1950, l'organisation du concours M. Grande-Bretagne est pris en charge par la NABBA Royaume-Uni.
En 1948, a lieu le premier concours M. Univers, remporté par John Grimek. À cette occasion, la Health & Strength League travaille sur le projet de confier la gestion du culturisme à un organisme dédié. À la fin de 1949, le projet se concrétise et le concours M. Univers de 1950 a lieu sous le nom NABBA M. Univers. 
En 1955, Oscar Heidenstam, un ancien vainqueur du championnat M. Grande-Bretagne et ancien participant au championnat  M. Univers, membre de longue date de la Health & Strength League, devient pour de longues années secrétaire général de la NABBA.
En raison des nombreuses demandes de la part de concurrents étrangers désirant participer au concours M. Univers britannique, de plus en plus de pays s'affilient à la NABBA. NABBA International est alors fondée en tant qu'organisation gérante internationale. L'affiliation entre 1977 et 1983 de la World Amateur Body Building Association à la NABBA est une des raisons qui ont poussé à la création en 1984 de la NABBA International en tant qu'organisme indépendant. Oscar Heidenstam a été élu président de la NABBA Royaume-Uni en 1980 et devenu par la suite président de la NABBA International lors de sa constitution. 
À la suite du décès de Heidenstam en 1991, la NABBA International est séparée en deux juridictions indépendantes, Hémisphère nord et Hémisphère sud, mais elles sont rapidement réunifiées en un seul organisme mondial, présidé par Ivan Dunbar de la NABBA Irlande du Nord. À la mort de Dunbar en 2009, Graeme Lancefield, président de la NABBA Australie, est élu à la tête de NABBA International. Il est réélu en 2013 pour un second mandat.
Le Conseil de la NABBA Royaume-Uni continue de régir le culturisme dans le Royaume-Uni et de promouvoir chaque année le championnat Univers dans le pays. Jim Charles a été élu président du conseil de la NABBA Royaume-Uni en 2014 tandis que l'ancien président (devenu conseiller honoraire à vie), Bryan Robinson, siège maintenant à la NABBA International en tant que vise-président.
Des dizaines de pays sont affiliés à la NABBA International, parmi lesquels l'Australie, l'Autriche, le Brésil, la république d'Irlande, les États-Unis, l'Allemagne, l'Italie, l'Ukraine, la Corée du Sud, la Chine, Israël, la Nouvelle-Zélande, l'Iran, le Liban, la Grèce, Chypre et le Canada. Le nom NABBA par lui-même fait généralement référence à la NABBA Royaume-Uni.

## Concours
Chaque pays affilié à la NABBA International organise chaque année un championnat national, généralement avant les championnats du monde ou les championnats Univers. En général, ces championnats nationaux servent également de concours qualificatifs aux compétitions internationales. 
On compte parmi les concours les plus importants :
- NABBA Univers
- Championnats du Monde NABBA
- Championnats européens NABBA (26e Championnat d’Europe NABBA[1],[2],[3])
- Mr. Grande-Bretagne
- Mr. Australie